# Arroyo del Perdido (Arroyo Grande)
Der Arroyo Del Perdido ist ein Fluss im Westen von Uruguay.
Er entspringt nordwestlich der Stadt Cardona am Nordrand der Cuchilla Grande Inferior in der Cuchilla del Bizcocho. Von dort fließt er auf dem Gebiet des Departamento Soriano von Süden nach Norden und mündet an der grenze zum Nachbardepartamento Flores in den Arroyo Grande.